# Charles N. Haskell

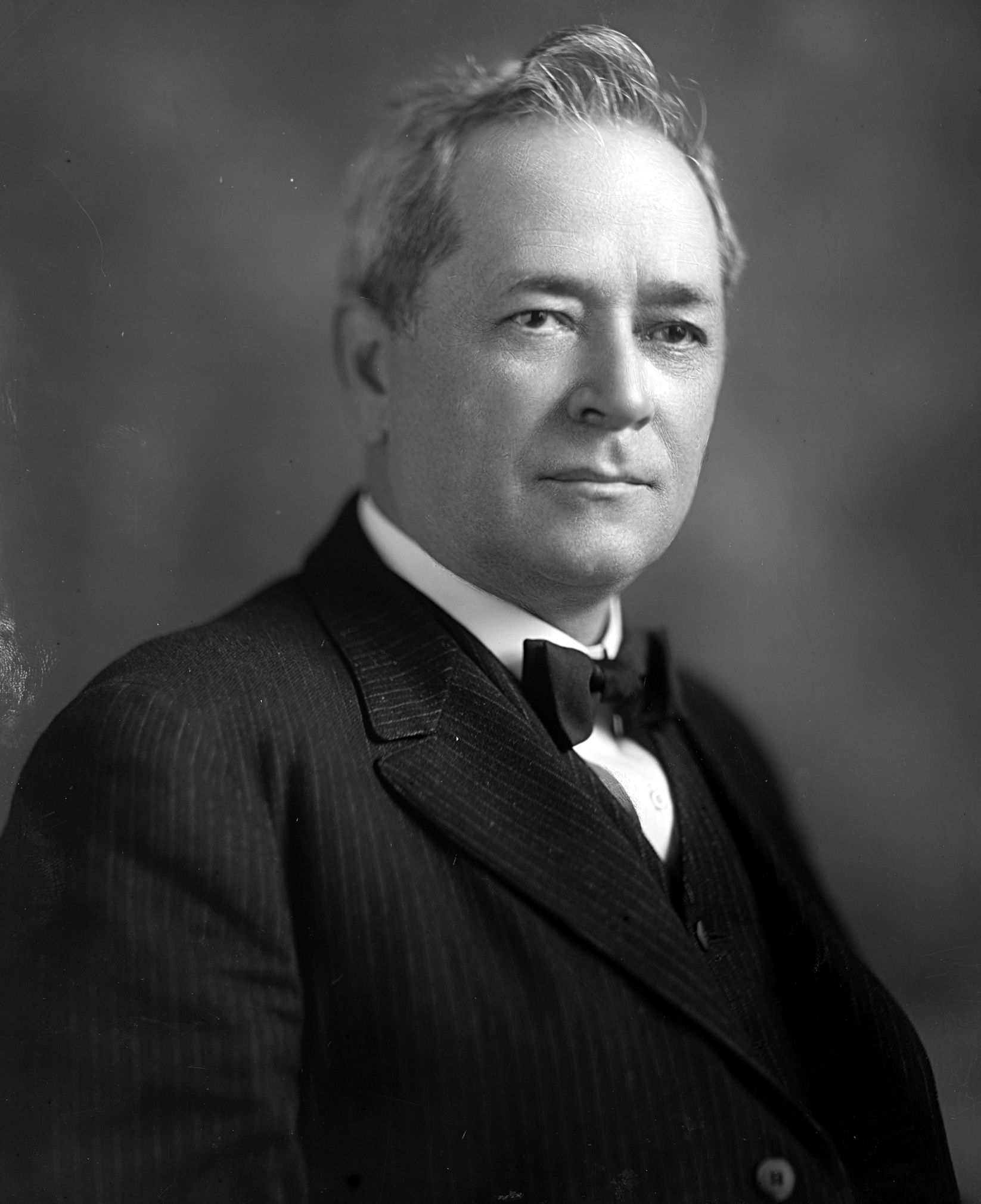
Charles N. Haskell

Charles Nathaniel Haskell (* 13. März 1860 in Leipsic, Ohio; † 5. Juli 1933 in Oklahoma City, Oklahoma) war ein US-amerikanischer Politiker (Demokratische Partei) und von 1907 bis 1911 der erste Gouverneur des Bundesstaates Oklahoma.

## Frühe Jahre und politischer Aufstieg
Charles Haskell genoss eine private Erziehung, während er gleichzeitig auf der Farm seines Lehrers als Hilfskraft arbeitete. Im Alter von 17 Jahren wurde er selbst Lehrer und arbeitete drei Jahre im Putnam County in diesem Beruf. Nach einem anschließenden Jurastudium wurde er im Jahr 1880 als Rechtsanwalt zugelassen.
Nach einem Umzug nach Muskogee im Oklahoma-Territorium gründete Haskell dort eine Bank und erwarb die Zeitung „New State Tribune“. Außerdem beteiligte er sich am Aufbau des Eisenbahnwesens in dem Territorium. In den Jahren 1905 und 1906 nahm er an den verfassungsgebenden Versammlungen des Staates Oklahoma teil. Er war maßgeblich an der Entstehung dieses Bundesstaates beteiligt und wurde dann auch zum ersten Gouverneur des neuen Staates gewählt. Dabei setzte er sich gegen den Republikaner Frank Frantz, den letzten Gouverneur des Oklahoma-Territoriums, mit 53:43 Prozent der Stimmen durch.

## Gouverneur von Oklahoma
Haskell trat sein neues Amt am 16. November 1907 an. In seiner Amtszeit musste in Oklahoma zunächst einmal eine funktionsfähige Verwaltung und Regierung aufgebaut werden. Damals entstanden die ersten Arbeitsgesetze sowie ein Bank- und ein Steuergesetz. Die Hauptstadt des Staates wurde von Guthrie nach Oklahoma City verlegt. Bundespolitisch stand er in Opposition zu Präsident Theodore Roosevelt. Aufgrund einer Verfassungsklausel konnte er keine zwei zusammenhängenden Amtszeiten absolvieren und musste daher am 9. Januar 1911 aus seinem Amt ausscheiden.

## Weiterer Lebenslauf
Auch nach seinem Ausscheiden aus dem Amt des Gouverneurs blieb Haskell politisch aktiv. Bereits 1908 war er zum Schatzmeister der Demokratischen Partei gewählt worden. Er besuchte die Democratic National Convention im Jahr 1908 und unterstützte William Jennings Bryan. Auch in den Jahren 1920, 1928 und 1932 war er Delegierter auf den Bundesparteitagen. Im Jahr 1912 scheiterte sein Versuch, in den US-Senat gewählt zu werden, bereits in den Vorwahlen. In den Jahren nach seiner Gouverneurszeit bis zu seinem Tod im Jahr 1933 war Haskell auch im Ölgeschäft tätig. Charles Haskell war zweimal verheiratet und hatte insgesamt drei Kinder.